# John Downing (fotograf)
John Downing (17. dubna 1940 Llanelli, Wales – 8. dubna 2020) byl britský fotožurnalista.

## Životopis
John Downing se narodil 17. dubna 1940 v Llanelli ve Walesu. Svou kariéru zahájil jako fotograf pro Daily Mail od roku 1956 do roku 1961. Poté pracoval pro Daily Express jako nezávislý pracovník v letech 1962 až 1964 a poté jako stálý fotograf v letech 1964 až 2001. V roce 1985 se stal vedoucím fotooddělení tohoto deníku. Mezi další událostí 20. století, které dokumentoval patřily války v Vietnamu, v Bosně, v Afghánistánu, v Rwandě (...) a katastrofa v Černobylu.
John Downing byl jediným fotografem přítomným ve velkém hotelu v Brightonu, když se irská republikánská armáda pokusila zavraždit Margaret Thatcherovou během bombového útoku 12. října 1984.
Byl oceněn třikrát v soutěži World Press Photo, sedmkrát se stal britským novinářským fotografem roku a v roce 1992 získal Řád britského impéria. V roce 1984 založil asociaci British Press Photographers Association. V roce 2001 odešel z Daily Express, kde 38 let řídil oddělení fotografie a stal se nezávislým fotografem.
John Downing zemřel 8. dubna 2020 na rakovinu ve věku 79 let.

## Práce
- Legacy, The Bluecoat Press, 2019, ISBN 978-1908457554.

## Ocenění
- 1977, 1979, 1980, 1981, 1984, 1988, 1989: Britský novinářský fotograf roku.
- 1972: World Press Photo, General News, 2 místo na fotografii zdravotní sestry v pákistánské uprchlickém táboře nedaleko Kalkaty.[5]
- 1978: World Press Photo, General News, 3 cena za A memorial service in Christ Church for Elvis Presley.[6]
- 1981: World Press Photo, Photo Sequences, Stories, čestné uznání za sérii The Boot boys.[7]
- 2011: Čestné stipendium od Královské fotografické společnosti.

## Vyznamenání
- Člen Řádu britského impéria za „služby poskytované žurnalistice“ (1992).[4]